# College of William & Mary
De College of William & Mary is een openbare onderzoeksuniversiteit in Williamsburg (Virginia), Verenigde Staten. Gesticht in 1693 met patentbrieven gegeven door koning Willem III (1650-1702) en koningin Mary II Stuart (1662-1695), is het op een na oudste instituut voor hoger onderwijs in de Verenigde Staten en staat op de negende plaats van de oudste instituten in de Engelssprekende wereld.
De Amerikaanse presidenten Thomas Jefferson, James Monroe en John Tyler, en andere sleutelfiguren in de ontwikkeling van de Verenigde Staten, volgden onderwijs aan de College of William & Mary. De jonge George Washington ontving zijn surveyor's licence aan het college in 1749, en werd in 1788 de eerste Amerikaanse kanselier van het college. 
De College of William & Mary staat bekend om het aantal studenten dat afstudeert in Amerikaanse geschiedenis. Studenten stichtten in 1776 de academische eresociëteit (honor society) Phi Beta Kappa, de eerste 'Griekse letter broederschap'.